# 陈誾
陈誾（1883年—1952年）字季侃，小名阿迦，浙江诸暨枫桥陈家村人。中华民国官员。

## 生平
陈誾很小便熟读《文选》，年轻时阅读经史。清朝光绪二十八年（1902年）中举人，获徐世昌收为弟子，任京师大学堂教习。
中华民国成立后，1917年陈誾任甘肃兰山道道尹，任内禁止种植鸦片。民国9年（1920年），护理甘肃省省长。当时，甘肃督军陆洪涛将鸦片作为财源，贿赂陈誾20万元，请陈誾解除种植鸦片禁令，遭到陈誾拒绝。陆洪涛便派兵包围了甘肃省长公署，陈誾仍不妥协，陆洪涛乃撤兵。不久，陈誾辞职回到家乡。
1925年，孙传芳组织五省联军，陈誾应其邀请出任五省联军秘书长。1926年，浙江省省长陈仪准备起义响应北伐军，事情败露后遭孙传芳拘禁，后获陈誾力保方得免。此后几年，陈誾先后创办中兴煤矿、劳工小学。
抗日战争爆发后，陈誾回到家乡，同何燮侯等人在枫桥魏家坞创办忠义初级中学，陈誾任董事长。抗日战争胜利后，陈誾任浙江省参议会参议员、浙江省通志馆编纂。他还率枫桥水利会整治枫桥江。何燮侯因为宣传共产主义被政府逮捕，后经陈誾、陈子豪等营救保释。中华人民共和国成立后，陈誾任浙江省文史研究馆馆员。
1952年，陈誾在杭州逝世。

## 家庭
- 父：陈遹声[1]